# Dům Chebský dvůr
Dům Chebský dvůr, původního názvu Stadt Hannover, později Perun, stojí v centru lázeňské části Karlových Varů v ulici Tržiště č. 386/39. Je jedním z raných příkladů ochozového pavlačového domu v Karlových Varech.
Byl prohlášen kulturní památkou, památkově chráněn je od 21. srpna 1995, rejstř. č. ÚSKP 10841/4-5033.

## Historie
Původním majitelem domu byla stará pošta. Později se stal vlastníkem objektu zakladatel porcelánky v Dalovicích baron ze Schönau, pán z Doubí a Dalovic. Dům se původně nazýval Stadt Hannover. Svoji současnou podobu si zachoval od roku 1830, pravděpodobně je však starší.
V roce 1856 za tehdejšího majitele W. S. Zörkendorfera byla přistavena dvorní křídla podle projektu karlovarského stavitele Johanna Madery. V přízemí byla velká kuchyně, remíza a stáje, v patře pokoje pro hosty.
V současnosti (leden 2021) je dům evidován jako objekt občanské vybavenosti v soukromém vlastnictví.

## Popis
Dům stojí v centru lázeňské části na území Městské památkové zóny v ulici Tržiště 386/39. Je jedním z raných ochozových pavlačových domů, který se v Karlových Varech dochoval ve své původní podobě. Interiér je zaklenut systémem českých placek a pruskou klenbou na vyztužených pasech. Pro komunikaci mezi předním domem a zadní částí s pokoji slouží pavlače, které jsou vysazeny ve dvou podlažích nad sebou a kryty přesahem střech.
Objekt patří k nejstarším domům v této části města. Jeho jádro je pravděpodobně z období pozdního baroka.

## Zajímavost
V letech 1864–1865 zde byl ubytován německý kancléř Otto von Bismarck. V té době patřil dům mezi nejlepší a nejvýstavnější v Karlových Varech.